# Gérard de Vaucouleurs
Gérard Henri de Vaucouleurs (Pariz, 25. travnja 1918. – Austin, Teksas, 7. listopada 1995.), francuski astronom.

## Životopis
Rođen u Parizu, rano se zainteresirao za amatersku astronomiju,  diplomirao 1939. na Sorbonni. Nakon vojne službe u Drugome svjetskom ratu, vratio se astronomiji.
Tečno govoreći engleski, boravio je 1949. – 1951. u Engleskoj, 1951. – 1957. u Australiji, potom na Opservatoriju Mount Stromlo, 1957. – 1958. na Opservatoriju Lowell u Arizoni i 1958. – 1960. na Opservatoriju Koledža Harvard. Godine 1960. postavljen je na Sveučilištu Texas u Austinu, gdje je proveo ostatak svoje karijere.
Specijalizirao se za proučavanje galaksija i koautor je Trećega referentnog kataloga sjajnih galaksija, skupa sa suprugom Antoinete. Suautor Kataloga južnih galaktika.
De Vaucouleursov prerađeni Hubbleov dijagram široko je rasprostranjena inačica standardnoga Hubbleova dijagrama.
De Vaucouleursu je 1988. godine Američko astronomsko društvo dodijelilo nagradu za životno djelo Docentura Henry Norris Russell.

## Poveznice
- Edwin Hubble
- Klasificiranje galaksija
- Galaktički dijagram boja–magnituda
- Klasificiranje galaksija#De Vaucouleursova klasifikacija
- William Wilson Morgan

## Vanjske poveznice
- Biography  Arhivirana inačica izvorne stranice od 16. srpnja 2012. (Wayback Machine)

### Nekrolog
- BAAS 28 (1996) 1449

### Ostala vrela
- http://nedwww.ipac.caltech.edu/level5/normal_galaxies.html
- http://astrosun2.astro.cornell.edu/academics/courses/astro590/lectures/A590_07%20(Galaxy%20Classification).pdf
- http://www.aqua.co.za/assa_jhb/Canopus/c99aEvZ.htm